# Rio Tagaçaba
Rio Tagaçaba är ett vattendrag i Brasilien.   Det ligger i delstaten Paraná, i den södra delen av landet, 1 100 km söder om huvudstaden Brasília.
I omgivningarna runt Rio Tagaçaba växer i huvudsak städsegrön lövskog. Runt Rio Tagaçaba är det mycket glesbefolkat, med 5 invånare per kvadratkilometer.